# Herbert McCabe
 (mars 2024).
Pour les articles homonymes, voir McCabe.
Herbert John Ignatius McCabe, né le 2 août 1926 à Middlesbrough et mort le 28 juin 2001, est un philosophe, écrivain et théologien irlandais.

## Biographie
Né à Middlesbrough, dans le Yorkshire, il étudie la chimie à l'université de Manchester, avant de l'abandonner pour la philosophie.
Il rejoint les dominicains en 1949, et commence alors à étudier Thomas d'Aquin sous la direction de Victor White. On lui donne le nom religieux d'Herbert, en hommage à l'hermite du VIIe siècle Herbert du Derwentwater. Ordonné en 1955, il officie en paroisse trois ans à Newcastle avant de devenir aumônier dans l'enseignement supérieur.
En 1965, il est envoyé à Cambridge pour devenir le rédacteur en chef de New Blackfriars, avant qu'on lui retire son poste en 1967 du fait d'un éditorial resté célèbre, enclenchant ce qui s'est à l'époque appelé "the McCabe Affair". Les autorités romaines reprochent à McCabe d'avoir affirmé que l'Eglise catholique était "corrompue", alors qu'il voulait dire que cette corruption n'était pas une raison suffisante pour quitter l'Eglise. Il retrouve son poste trois ans plus tard. Il enseigne à Blackfriars, à Oxford. Durant cette période, il participe à différentes initiatives de dialogue entre marxistes et chrétiens, notamment par la participation aux travaux du groupe Slant, rassemblant de jeunes intellectuels catholiques marxistes. En 1974, choqué par le massacre du Bloody Sunday, Herbert McCabe demande la nationalité irlandaise.

## Postérité
McCabe est cité comme une influence majeure sur les philosophes Alasdair MacIntyre, Denys Turner ou Brian Davies, O.p., ainsi que sur le critique littéraire Terry Eagleton. Il est également cité très régulièrement par le prêcheur populaire Timothy Radcliffe, O.p., selon qui McCabe est « le meilleur prêcheur qu'il ait jamais entendu ».

## Publications
- McCabe, Herbert, The New Creation (1964), Bloomsbury, 2010
- McCabe, Herbert, Law, Love and language (1968), London: Continuum, 2004.
- McCabe, Herbert, God Matters, (1987), London: Continuum, 2005.
- McCabe, Herbert, The Teaching of the Catholic Church: A New Catechism of Christian Doctrine (1986), Darton Longman & Todd, 2000 traduit en français en 1986 par les éditions du Cerf sous le titre La Foi Catholique.
- McCabe, Herbert, God Still Matters, London, New York: Continuum Books, 2002.
- McCabe, Herbert, The Good Life: Ethics and the Pursuit of Happiness, Bloomsbury, 2005
- McCabe, Herbert, God, Christ and us, Bloomsbury, 2005.
- McCabe, Herbert, Faith Within Reason, London, New York: Continuum Books, 2007.
- McCabe, Herbert, On Aquinas (avec A. Kenny et B. Davies), Boomsbury, 2011
- McCabe, Herbert Révolution Sociale et Amour Chrétien, le Cerf, 2023
- Davies, Brian (ed.), The McCabe Reader, Bloomsbury, 2016
- Manni, Franco, Herbert McCabe. Recollecting a Fragmented Legacy, Eugene (Oregon): Wipf & Stock, 2020.